# 科瓦利 (若夫克瓦區)
50°13′14″N 23°30′29″E / 50.22056°N 23.50806°E
科瓦利（烏克蘭語：Ковалі），是烏克蘭西部的村莊，隸屬利維夫州的利維夫區。該村面積1.85平方公里，海拔高度338米，2001年人口116，人口密度每平方公里62.7人。